# Gare de Ungheni
La gare d’Ungheni (en roumain : Gara Ungheni), est une gare ferroviaire de l'ouest de la Moldavie desservant la ville éponyme.

## Histoire

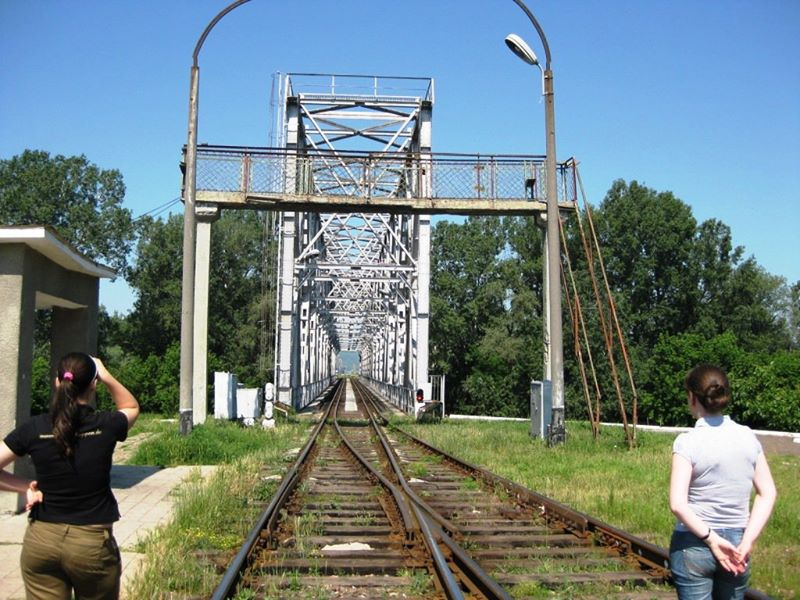
Le pont Eiffel.

L'ouverture de la gare en 1875 a nécessité la construction du pont Eiffel pour franchir la Prout, qui sépare la ville moldave d'Ungheni de la ville roumaine d'Ungheni.